# Lamothe-Goas
Lamothe-Goas (gaskognisch: La Mòta Gohàs) ist eine französische Gemeinde mit 80 Einwohnern (Stand 1. Januar 2022) im Département Gers in der Region Okzitanien (bis 2015 Midi-Pyrénées); sie gehört zum Arrondissement Condom und zum Gemeindeverband Ténarèze. Die Bewohner nennen sich Lamothois/Lamothoises.
Sie ist umgeben von den Nachbargemeinden Terraube im Norden, Pauilhac im Osten, Sainte-Radegonde im Südosten, La Sauvetat im Süden, Südwesten sowie Mas-d’Auvignon im Nordwesten.

## Bevölkerungsentwicklung
| Jahr                       | 1793 | 1821 | 1962 | 1968 | 1975 | 1982 | 1990 | 1999 | 2006 | 2011 | 2016 |
| Einwohner                  | 220  | 315  | 84   | 73   | 75   | 70   | 73   | 64   | 59   | 66   | 77   |
| Quellen: Cassini und INSEE |      |      |      |      |      |      |      |      |      |      |      |